# 長瀞町
長瀞町（日语：／ Nagatoro machi */?）是日本埼玉縣秩父郡的町，人口約8千人。

## 交通

### 鐵路
秩父鐵道
- 秩父本線：樋口站 (埼玉縣) - 野上站 - 長瀞站 - 上長瀞站

寶登興業
- 寶登山索道：寶登山頂站 - 寶登山麓站

## 外部鏈結
- 長瀞観光協会 （页面存档备份，存于）